# Inflexible-Klasse
Die Inflexible-Klasse war eine Klasse von vier 64-Kanonen-Linienschiffen . Ranges der britischen Marine, die zwischen 1780 und 1820 in Dienst stand.

## Einheiten
| Name       | Bauwerft                        | Bestellung       | Kiellegung   | Stapellauf     | Indienststellung | Verbleib                     |
| ---------- | ------------------------------- | ---------------- | ------------ | -------------- | ---------------- | ---------------------------- |
| Inflexible | Harwich Dockyard, Harwich       | 26. Februar 1777 | April 1777   | 7. März 1780   | 14. Februar 1780 | 1820 abgebrochen             |
| Africa     | Barnards Thames Yards, Deptford | 11. Februar 1778 | 2. März 1778 | 11. April 1781 | 24. April 1781   | 1814 abgebrochen             |
| Dictator   | Batson's Yard, Limehouse Hole   | 21. Oktober 1778 | Mai 1780     | 6. Januar 1783 | 2. Juni 1781     | 1817 abgebrochen             |
| Sceptre    | Rotherhithe, London             | 16. Januar 1779  | Mai 1780     | 8. Juni 1781   | 15. Januar 1783  | gesunken am 5. November 1799 |

## Technische Beschreibung
Die Klasse war als Batterieschiff mit zwei durchgehenden Geschützdecks konzipiert und hatte eine Länge 48,47 Metern (Geschützdeck), eine Breite von 13,46 Metern und einen Tiefgang von 5,5 Metern. Sie waren Rahsegler mit drei Masten (Fockmast, Großmast und Kreuzmast). Der Rumpf schloss im Heckbereich mit einem Heckspiegel, in den Galerien integriert waren, die in die seitlich angebrachten Seitengalerien mündeten.
Die Bewaffnung der Klasse bestand aus 64 Kanonen, wobei sich die Anzahl von diesen und das Kaliber im Laufe der Dienstzeit veränderte.
|        | Unteres Batteriedeck    | Oberes Batteriedeck     | Backdeck                                        | Achterdeck                                        | Kanonen (Geschossgewicht) |
| ------ | ----------------------- | ----------------------- | ----------------------------------------------- | ------------------------------------------------- | ------------------------- |
| Design | 26 × 24-Pfünder         | 26 × 18-Pfünder         | 2 × 9-Pfünder                                   | 10 × 9-Pfünder                                    | 64 Kanonen (272 kg)       |
| 1794   | 26 × 24-Pfünder-Kanonen | 26 × 18-Pfünder-Kanonen | 2 × 9-Pfünder-Kanonen 2 × 18-Pfünder-Karronaden | 10 × 9-Pfünder-Kanonen 6 × 24-Pfünder-Karronaden  | 72 Geschütze (307,5 kg)   |
| 1806   | 26 × 24-Pfünder-Kanonen | 26 × 24-Pfünder-Kanonen | 2 × 24-Pfünder-Karronaden                       | 2 × 24-Pfünder-Kanonen 10 × 24-Pfünder-Karronaden | 66 Geschütze (359 kg)     |

## Besatzung
Die Besatzung hatte eine Stärke von 500 Mann.